# Scaphinotus debilis
Scaphinotus debilis är en skalbaggsart som beskrevs av Leconte 1853. Scaphinotus debilis ingår i släktet Scaphinotus och familjen jordlöpare. Inga underarter finns listade i Catalogue of Life.